# Pathlight School
Pathlight School (en français, école du chemin vers la lumière) est une école spéciale pour les enfants avec autisme, située à Ang Mo Kio, à Singapour. Fondée en 2004, elle est gérée par l'association non gouvernementale Centre Ressources Autisme singapourienne, et comprend la moitié des lieux éducatifs de la cité-État destinés aux enfants autistes. L'école prépare ses étudiants dans le domaine social et les compétences de vie, enseigne les matières du programme scolaire, et accompagne vers l'emploi, dans un environnement autism friendly. Avec plus de 500 élèves inscrits, l'école a été remarquée pour son succès en enseignement spécialisé à Singapour.

## Histoire
En 2003, le Centre Ressources Autisme (Autism Ressources Center, ARC) de Singapour a lancé un projet visant à fournir une assistance complète pour les Singapouriens autistes, dont la première école spécialisée pour enfants autistes de Singapour. L'ARC a collaboré avec le Centre arc-en-ciel sur une période de cinq mois afin de rénover le campus  temporaire, de recruter le personnel de l'école, de décider des valeurs de l'école et de développer ses programmes scolaires. Après l'ouverture en 2004 avec 10 enseignants et 41 étudiants, Pathlight a procédé à des promenades de charité, organisé des ventes de marchandises et d'autres événements pour récolter les fonds nécessaires à l'introduction de davantage de programmes pour son expansion. En 2007, deux enseignants de Pathlight gagnent le prix du plus remarquable et novateur professeur d'éducation spécialisée, décerné par le Ministère de l'Éducation Singapourien et le Conseil national du service social. En 2009, l'Association d'autisme de Singapour lance une deuxième école spéciale pour les enfants autistes, l'école Eden. Ces deux écoles ont depuis formé un partenariat. L'année suivante, Pathlight déménage vers son campus permanent et annonce des plans pour développer des stages pour les étudiants de ses programmes, construire un centre de technologies, et mettre en place un apprentissage tout au long de la vie pour les anciens de l'école.

## Campus
Le campus permanent de Pathlight se trouve à Ang Mo Kio Avenue 10. Construit par W Architects pour un coût de 34 millions de dollars, il s'étend sur 1,6 hectare. Ses installations comprennent 45 salles de classe, quatre laboratoires d'informatique, trois cours, une cuisine industrielle et une zone multi-usage, ainsi que des pièces destinées aux pratiques artistiques et à la musique. Ce campus a été conçu pour respecter la dignité des étudiants autistes, grâce à un environnement autism friendly. Par exemple, les murs et les planchers ont une combinaison de couleurs simple, afin d'éviter le déclenchement de surcharge sensorielle, les robinets de la cantine sont légèrement différents les uns des autres pour aider les élèves à apprendre à adopter des routines moins rigides. En raison de moyens limités, certains enseignements académiques, connus sous le nom de classes satellites, sont menés par les enseignants de Pathlight à proximité des écoles ordinaires, y compris Chong Boon, Peirce, Bishan Park et Yio Chu Kang.
En 2012, deux campus principaux de la primaire 1 à 4 et les classes professionnelle sont dans le Campus 1, tandis que les classes de primaire de 5 à 6 et l'École Secondaire sont dans le Campus 2.
En 2013, la primaire 4 a été déplacée sur le Campus 2 et en 2015 la Primaire 3 a été déplacée vers des Campus 2 et pour l'École Secondaire déplacé vers le Campus 1. Les écoles satellites affectés ont tendance à varier d'année en année, modifiant ainsi l'intégration.

## Programmes
Contrairement à la plupart des écoles spéciales à Singapour, qui laissent peu de place à l'enseignement, Pathlight utilise le même programme scolaire que les écoles primaires et secondaires ordinaires. La seule exception est que l'enseignement dans la langue maternelle est remplacé par des cours de compétences sociales et de compétences de vie. L'école répond aux besoins des étudiants avec des classes de petite taille, un personnel formé pour travailler avec des enfants autistes, des méthodes d'enseignement plus visuelles et dans des environnements plus prévisibles, et des plans d'enseignement individualisé pour chaque élève,. Les classes satellites sont l'occasion régulière pour les élèves de Pathlight d'interagir avec des élèves pairs neurotypiques (non autistes) dans des écoles ordinaires. Les élèves autistes sont autorisés à assister aux cours avec les élèves non-autistes pour certains sujets. Pour préparer les étudiants à l'emploi, Pathlight propose des cours de calcul, un studio de design et un café géré par ses étudiants. L'école a également produit un livre de compilations de pensées écrites par ses élèves, organise des expositions d'œuvres d'art d'étudiants et vend des marchandises créées par ses élèves, pour les aider à développer des compétences utiles, lever des fonds pour l'école et sensibiliser le public à l'autisme. En outre, Pathlight accueille des événements internationaux sur l'autisme tels que le congrès d'apprentissage WeCAN de 2010, où plus de 20 experts internationaux ont partagé leurs meilleures pratiques en autisme avec environ 560 délégués.

## Les étudiants
En 2010, Pathlight a un effectif de plus de 500 étudiants, dont environ 40 % ont une subvention de 500 dollars pour couvrir leurs frais de scolarité. L'école accueille des élèves avec autisme âgés de 6 à 18 ans, qui sont en mesure d'accéder au programme d'études ordinaire, parce qu'ils ont un fonctionnement suffisant, mais auraient des difficultés d'apprentissage dans une école ordinaire. La plupart des étudiants intègrent les examens nationaux, tels que le PSLE et les Niveaux O, avec des résultats comparables à ceux des étudiants des écoles ordinaires. Certains intègrent des établissements d'enseignement supérieur. Environ 10 % des élèves sont transférés à l'école Eden qui s'adresse aux enfants autistes ayant un faible niveau de fonctionnement, et se concentre sur leur formation professionnelle. Les étudiants de Pathlight ont participé à (et remporté) des compétitions nationales, comme la National Youth Business Challenge 2010.
En 2015, les effectifs d'étudiants ont été en croissance. En 2016, ils sont de 1 074 élèves.

## Gestion
Pathlight est dirigée par le Centre de Ressources Autisme de Singapour, une organisation à but non lucratif qui offre de l'intervention précoce, des prises en charge et une formation aux personnes avec autisme à Singapour. L'école emploie 81 personnes, y compris les enseignants, les thérapeutes et les consultants en autisme. La commission scolaire est dirigée par sa fondatrice, la présidente de l'ARC et Membre du Parlement Denise Phua. Les coûts de fonctionnement de l'école sont payés par le Ministère de l'Éducation et le Conseil National du Service Social, tandis que d'autres coûts, estimés à cinq millions de dollars par an, sont financés par les cotisations, les dons, les ventes de marchandises et des événements de collecte de fonds. Dans le cadre du partenariat entre Pathlight et Eden, les deux écoles ont un système centralisé d'admission et partagent différentes ressources. Ensemble, elles forment la disposition nationale de l'éducation des enfants sur le spectre de l'autisme.

## Transport
Puisqu'il n'existe pas de station de métro près de Pathlight, seuls des bus passent par l'école, les 45, 55, 261 et CT8 pour les deux campus, à l'exception du CT8 qui n'en dessert qu'un. Le 55 est accessible à la station de métro de Bishan, tandis que le 261 est accessible à Ang Mo Kio.